# 대덕구청장
대전 대덕구청장은 대전광역시 대덕구의 행정사무를 담당하는 기초자치단체장이다.
대덕구청장은 지방이사관 상당의 정무직공무원으로 보한다.

## 역대 구청장
| 대수     | 구청장 | 임기                               |
| -------- | ------ | ---------------------------------- |
| 초대     | 강원조 | 1989년 1월 1일 ~ 1990년 11월 15일  |
| 2대      | 송일영 | 1990년 11월 16일 ~ 1993년 3월 28일 |
| 3대      | 정춘희 | 1993년 3월 29일 ~ 1994년 1월 2일   |
| 4대      | 한범덕 | 1994년 1월 3일 ~ 1995년 6월 30일   |
| 5대      | 오희중 | 1995년 7월 1일 ~ 1998년 6월 30일   |
| 6대      | 오희중 | 1998년 7월 1일 ~ 2002년 6월 30일   |
| 7대      | 오희중 | 2002년 7월 1일 ~ 2003년 12월 17일  |
| 8대      | 김창수 | 2004년 6월 5일 ~ 2006년 6월 30일   |
| 9대      | 정용기 | 2006년 7월 1일 ~ 2010년 6월 30일   |
| 10대     | 정용기 | 2010년 7월 1일 ~ 2014년 3월 6일    |
| 권한대행 | 이광덕 | 2014년 3월 7일 ~ 2014년 6월 30일   |
| 11대     | 박수범 | 2014년 7월 1일 ~ 2018년 6월 30일   |
| 12대     | 박정현 | 2018년 7월 1일 ~ 2022년 6월 30일   |
| 13대     | 최충규 | 2022년 7월 1일 ~ 현재              |

## 같이 보기
- 대덕구청장 선거